# Боголюбовское сельское поселение (Любинский район)
Боголюбовское се́льское поселе́ние — муниципальное образование в Любинском районе Омской области Российской Федерации.
Административный центр — село Боголюбовка.

## История
Статус и границы сельского поселения установлены Законом Омской области от 30 июля 2004 года № 548-ОЗ «О границах и статусе муниципальных образований Омской области».

## Население
| 2010 | 2011 | 2012 | 2013 | 2014  | 2015 | 2016 |
| ---- | ---- | ---- | ---- | ----- | ---- | ---- |
| 955  | ↗956 | ↘937 | ↗950 | ↘942  | ↘940 | ↘939 |
| 2017 | 2018 | 2019 | 2020 | 2021  | 2023 |      |
| ↗958 | ↘955 | ↘940 | ↘939 | ↗1000 | ↘984 |      |

## Состав сельского поселения
| № | Населённый пункт | Тип населённого пункта       | Население |
| - | ---------------- | ---------------------------- | --------- |
| 1 | Андреевка        | деревня                      | 78        |
| 2 | Астрахановка     | деревня                      | 182       |
| 3 | Боголюбовка      | село, административный центр | 602       |
| 4 | Большемогильное  | деревня                      | 93        |